# Liu Li
Dans ce nom chinois, le nom de famille, Liu, précède le nom personnel.
Liu Li (en chinois : 刘莉 ; en pinyin : Liú Lì), née le 12 décembre 1953 est une archéologue sino-américaine. Ses principaux travaux portent sur l'archéologie chinoise néolithique et de l'âge du bronze. Elle est professeure Sir Robert Ho Tung en archéologie chinoise à l'Université de Stanford.

## Jeunesse et éducation
En 1969, Liu est envoyée dans la région près de Yan'an dans le cadre du programme gouvernemental de réinstallation des jeunes privilégiés des villes. Elle prend le même train que le futur chef suprême de la Chine, Xi Jinping.
En 1971, Liu commence à travailler, dans une usine de munitions, à Tongchuan. Dans une interview accordée à Chinese Archaeology Web en 2016, elle décrit la fabrication des deux mêmes composants d'armes à feu en continu pendant sept ans comme « incroyablement, incroyablement ennuyeuse ».
Elle appartient à la première vague d'étudiants qui passent l'Examen national d'entrée à l'enseignement supérieur à l'université lors de sa réintégration en 1977. Liu postule à l'Université du Nord-Ouest, en Chine, et obtient son diplôme de premier cycle en archéologie en 1982.
Liu fréquente l'Université Temple de Philadelphie pour sa maîtrise. Elle termine son doctorat à l'Université de Harvard sous la direction de l'archéologue Kwang chih-Chang.

## Carrière
En 1996, Liu devient maîtresse de conférences à l'Université de La Trobe de Melbourne, en Australie.
En 2010, elle est professeure Sir Robert Ho Tung en archéologie chinoise à l'Université de Stanford .